# برج متروپولیتن
برج متروپولیتن (به انگلیسی: Metropolitan Tower) یک آسمان‌خراش ۷۶ طبقه‌ای مسکونی است که در منهتن نیویورک در ایالات متحده آمریکا قرار دارد. این ساختمان در شماره ۱۴۶ خیابان پنجاه‌وهفتم غربی قرار دارد و دارای ۲۳۵ واحد مسکونی است.
این ساختمان که معماری آن دارای سبک بین‌المللی است، گاهی اوقات به علت شکل مثلثی و نمای شیشه‌ای تیره و سنگ‌کاری‌های طبقات پایین، به عنوان یک ساختمان با معماری پُست‌مدرن معرفی می‌شود.
ساخت این ساختمان که در سال ۱۹۸۴ آغاز و در سال ۱۹۸۷ اتمام یافت، باعث به‌وجود آمدن نارضایتی‌هایی به دلیل محدود کردن قسمتی از دید پارک مرکزی نیویورک شد. نقدهایی نیز به علت ساخت همسایه مرتفع‌تر آن یعنی ساختمان سیتی‌اسپایر سنتر در سال ۱۹۸۷ و برج تالار کارنگی در سال ۱۹۹۱ از آن شد. برج متروپولیتن کمتر از ۱۰ متر با برج تالار کارنگی فاصله دارد.